# مترويد برايم: تريلوجي
ميترويد برايم: ترايلوجي (بالإنجليزية: Metroid Prime: Trilogy)‏ هي لعبة فيديو أكشن-مغامرات مطورة من قبل شركة ريترو إستوديوز، ومنشورة من قبل شركة نينتندو لأجهزة وي في سنة 2009.